# Riding Zone
 (août 2018).
Riding Zone est une émission de télévision française consacrée aux sports extrêmes, à la glisse et aux cultures alternatives. L'émission télévisée, produite par Puzzle Media, est diffusée de septembre 2007 à mai 2020 sur France Ô. Sophie « Tiga » Ducasse assura la présentation de 2010 à 2020. 
Depuis le 27 avril 2024, l'émission est de retour avec de nouvelles émissions sur France.tv Slash.

## Histoire

### Les premières années
En septembre 2010, les épisodes passent de 26 à 52 minutes. Cette année-là, une version courte nommée My Riding Zone est également crée, mais, cette version de 5 minutes, s'arrêta au bout de 2 saisons. Le 28 avril 2013, à l'occasion du 200e numéro, l'émission dure 90 minutes.

### Saison 2019-2020
À la rentrée 2019, à cause de la fermeture annoncée de France Ô, le programme arrive sur France 3 le samedi à 10h50, mais garde une case sur France Ô le dimanche à 9h15. À l'occasion de ce changement, la rubrique sur "Les 5 tricks de la semaine" est supprimée, et des sportifs français à l'instar de sportifs d'autres continents sont montrés à l'image, pour mieux s'adapter au public de la 3ème chaîne.
En décembre 2019, Riding Zone Junior est annoncée. Ce programme est une déclinaison de l'émission originel sur Okoo pour les 9-12 ans, dans un format de 13 minutes tous les vendredis. La saison 1 a duré 40 épisodes et s'est terminé le 20 octobre 2020, tandis que la saison 2 a débuté le 2 novembre de la même année. 
Le magazine est aussi diffusé en rediffusion en Belgique, le lundi à 20h00 depuis le 7 septembre 2020 sur Tipik. 

### Passage sur internet exclusivement
Le 16 novembre 2020, sur les réseaux sociaux, Jonathan Politur, le producteur de l'émission, annonce la fin de la diffusion à la télévision faute d'avoir trouvé un accord avec France Télévisions, l'ancien diffuseur après la fermeture de France Ô, ou d'autres chaînes pour le financement du programme. Malgré tout, la société de production met en place une cagnotte sur le site "Ulule" pour pouvoir continuer Riding Zone de manière indépendante sur internet. En moins d'une journée, le palier minimum de 40 000€ pour la production d'une nouvelle saison est atteint.
En août 2021, la chaîne YouTube franchit le million d’abonnés.

### Presse
Depuis juin 2021, un bimensuel intitulé Riding Zone Magazine, en formats papier et numérique, est proposé à la vente. Il a pour slogan "Le magazine de la culture ride". Le premier numéro, de 128 pages, est paru le 4 juin 2021.

## Déroulement de l'émission

### Présentation
- 2007 : Eddy Murté
- 2008 - 2010 : Pas d'animateur, seule une voix off, Erwan Loussot, présente les sujets
- Été 2010 : Séverine Ferrer anime 12 émissions de 52 minutes sur la thématique liée au surf
- Septembre 2010 - 2020 : Tiga
- Depuis 2020  : Jonathan Politur lui-même

### Production
"Riding Zone" est produit par Jonathan Politur, qui est également réalisateur, présentateur depuis 2020 et voix-off de l'émission, à travers la société Puzzle Média, dont ce-dernier est le fondateur. 

### Sports présentés
Un panel large de sports de glisse ou extrêmes sont représentés : Surf, Skateboard, Bodyboard, Moto, Snowboard, Ski, BMX, VTT, Kitesurf, Wakeboard, Base jump, Freeride, freestyle, Slackline, Parkour, waveski, Trail...

### Rubriques

#### En télévision
Voici la liste des huit rubriques présentes dans le programme initial :
- Le buzz de la semaine
- Dans la vie d'un rider : immersion aux côtés d'un sportif
- L'enquête
- L'histoire : un fait historique décrypté par la rédaction
- Le portrait
- Culture glisse
- Événements

#### Sur Internet
Depuis son passage au web, la chaîne propose principalement 2 types de formats : l’émission Actu Ride d’une part (épisodes hebdomadaires de 15 minutes environ) et des vidéos exclusives ponctuelles (interviews, caméras cachées, défis, reportages d’évènements sportifs…) d’autre part.
L'émission Actu Ride se déroule comme suit :
- Introduction
- Les news : résumé des dernières actualités des sports extrêmes
- Top tricks : compilation des figures marquantes récentes
- Fails : compilation d’échecs, de gags et de chutes
- Réseaux : compilation de vidéos courtes postées par les sportifs sur leurs réseaux propres réseaux sociaux ou par des abonnés de l’émission
- Promo : instant de promotion des produits vendus sur le site Riding Zone Shop
- La question de la semaine : réponses à des questions sélectionnées parmi les commentaires sur les vidéos précédentes

### Identité visuelle et sonore
- Slogan : « Le magazine des sports extrêmes et des cultures alternatives »
- Générique : La musique actuelle du générique est un titre original baptisé Riding Zone de l'artiste JLBR et édité par Puzzle Media
- Le logo actuel est le même depuis 2014.

### Audience

#### En télévision
Les premiers épisodes de Riding Zone sur France 3 ont rassemblé entre 90 000 et 145 000 spectateurs.

#### Sur internet
L'émission est présente sur la plupart des réseaux sociaux, et a réalisé près de 87,9 millions de vues entre janvier 2019 et janvier 2020. 
| Réseau social | Nombre d'abonnés au 05/03/23 | Source |
| ------------- | ---------------------------- | ------ |
| Youtube       | 1 090 000 abonnés            | [ 9 ]  |
| Twitter       | 7 900 abonnés                | [ 10 ] |
| Instagram     | 425 000 abonnés              | [ 11 ] |
| Facebook      | 260 000 " j'aimes "          | [ 12 ] |